# تأثير يناير
تأثير يناير (بالإنجليزية: january effect)‏ هو فرضية تشير إلى أن أسعار الأوراق المالية في هذا الشهر ترتفع أكثر من أي شهرٍ آخر، يحدث تاثير التقويم هذا فرصة للمستثمرين لشراء الأسهم قبل يناير بأسعار أقل وبيعها بعد زيادة سعرها، كما هو الحال مع جميع تاثيرات التقويم، إن كانت صحيحة، فقد تشير إلى أن السوق المالي غير غير كفئ؛ لأن كفاءة السوق المالي تشير إلى أن مثل هذا التأثير يجب أن يختفي.
لوحظ هذا التأثير لأول مرة بواسطة المصرفي الاستثماري سيدني واتشتيل، وقد أشار إلى أنه منذ 1925 تفوقت الأسهم الصغيرة على السوق الأوسع في شهر يناير، مع حدوث معظم التفاوت قبل منتصف الشهر.
النظرية الأكثر شيوعاً لشرح هذه الظاهرة هي أن المستثمرين الأفراد الذين لديهم حساسية تجاه ضريبة الدخل والذين يمتلكون أسهماً صغيرة، يبيعون الأسهم لأسباب ضريبية في نهاية العام (مثل بيعها لأجل المطالبة بالخسائر الرأسمالية) وإعادة الاستثمار بعد أول العام. وهناك سبب آخر هو دفع مكافآت نهاية العام في يناير. يتم استخدام بعض من هذه المكافآت المالية لشراء الأسهم، مما يؤدي إلى ارتفاع الأسعار. إن تأثير يناير لا يتحقق دائمًا؛ على سبيل المثال، كان أداء الأسهم الصغيرة أقل من الأسهم الكبيرة في الأعوام 1982 و1987 و1989 و1990.